# Ti-Grace Atkinson
Ti-Grace (Grace) Atkinson (geb. 9. November 1938 in Baton Rouge, Louisiana) ist eine US-amerikanische feministische Philosophin, Aktivistin und Essayistin. Von einer Mitgründerin der Gruppe National Organization for Women (NOW) entwickelte sie sich zu einer internationalen Führungsfigur des Radikalfeminismus und der politisch-aktivistischen Lesbenbewegung.

## Kindheit und Jugend
Ti-Grace Atkinson wurde am 9. November 1938 in Baton Rouge, Louisiana geboren und wuchs als jüngste von fünf Schwestern in einer prominenten republikanischen Cajun-Familie auf. Ihre beiden Brüder starben jung; einer ertrank in einem Swimming-Pool, der andere starb an Meningitis. Ihr Vater, Francis Decker Atkinson, war Chemieingenieur und ihre Mutter, Thelma Atkinson, Hausfrau. Ihren Namen verdankt Ti-Grace ihrer Großmutter Grace, die ihre Enkelin ‚kleine‘ Grace, im Französischen petite ('Ti'-)Grace nannte. In der Kindheit zog Ti-Grace, deren Vater anfangs für Standard Oil, später für die Atomenergiekommission Hanford tätig war, mit ihren Eltern ständig um und besuchte wechselnde Schulen in Europa und in den Vereinigten Staaten. Ihre Kindheit erinnerte Ti-Grace als geprägt von Tabus und Verheimlichungen: 
„In meiner Familie durfte man den Mund nicht aufmachen, geschweige denn widersprechen. Als wir in Hanford waren, gab es überall diese Atommüll-Lecks und ich erhielt eine Leukämie-Diagnose, aber das alles wurde vertuscht. Ich war sehr krank, als ich fünfzehn war und wir im Sommer nach Alaska zogen. Es wurde viel gelogen.“ 
Als ihre Eltern sich wieder einmal trennten und wiederverheirateten, lief Ti-Grace im Alter von 16 Jahren von zuhause weg. Um nicht bei ihrer Familie leben zu müssen, heiratete sie mit 17 Jahren einen entfernten Cousin, den Air Force-Kapitän Charles Leeds Sharpless, von dem sie sich nach kurzer Zeit wieder trennte.

## Studium und Berufstätigkeit
Während ihrer Scheidung schrieb sie sich in ein fünfjähriges Programm an der Universität Pennsylvania und der Pennsylvania Academy of the Fine Arts ein, das sie 1964 mit dem Bachelor of Fine Arts (BFA) abschloss. Während des Studiums verdiente sie ihren Lebensunterhalt mit verschiedenen Jobs. In Philadelphia beteiligte sie sich an der Gründung des Institute of Contemporary Art und wurde dessen erste Direktorin. Zugleich war sie als Kunstkritikerin für die Zeitschrift ART news tätig und arbeitete als Malerin in New York mit Künstlerinnen wie Elaine de Kooning. Im Jahr 1969 veröffentlichte die Londoner The Sunday Times in einer Serie der berühmten Fotografin Diane Arbus ein Porträt von Ti-Grace.
1967 zog Atkinson nach New York City, um an der Columbia University ein Philosophie-Studium zu beginnen und eine Doktorarbeit über den deutschen Philosophen Gottlob Frege zu schreiben. 1991 erhielt sie ihren Master-Abschluss, vollendete jedoch ihre geplante Dissertation nie, da sie ständig unter finanzieller Knappheit litt.
Atkinson unterrichtete jahrzehntelang an verschiedenen Universitäten und Hochschulen, darunter der University of Washington, der Columbia University, der Harvard University, dem Pratt Institute, der Case Western Reserve University und der Tufts University. Ihre Lehrfächer umfassten Politische Philosophie, Philosophie der Logik sowie Ästhetik und Philosophie des Feminismus.

## Radikalfeministischer Aktivismus
Als Studentin las Ti-Grace Atkinson das Buch Das zweite Geschlecht von Simone de Beauvoir und begann einen Briefwechsel mit der französischen Autorin. De Beauvoir schlug ihr vor, mit der international bekannten Feministin Betty Friedan in den USA in Kontakt zu treten, die gerade dabei war, eine Frauenorganisation ins Leben zu rufen: die National Organization for Women (NOW).
1966 beteiligte sich Atkinson an der Gründung der NOW und wurde 1967 Präsidentin der Drei-Staaten-Region New York, New Jersey und Connecticut. Bald kam es jedoch zu Kontroversen über Themen wie Abtreibung, Sexualität, Ehevertrag und Lesbianismus, Themen, zu denen Atkinson einen deutlich radikaleren Standpunkt vertrat als die NOW. Auch kritisierte sie die Organisationsstrukturen der NOW, die sie als patriarchal und autoritär empfand, und äußerte öffentlich Sympathien für die Radikalfeministin Valerie Solanas, auch nach deren Attentat auf Andy Warhol. Das kam in der NOW nicht gut an, daher trat Atkinson 1968 vom Vorsitz zurück und verließ die Organisation.
Nach ihrem Austritt gründete sie eine radikalfeministische Gruppe, die Bewegung des 17. Oktober, später umbenannt in The Feminists, und trat außerdem der ersten offen lesbischen Organisation Daughters of Bilitis (Töchter der Bilitis) bei. 1971 verließ sie die Gruppe The Feminists wieder, angeblich weil die Organisation ihren Mitgliedern verboten hätte, mit der Presse zu sprechen. Verbittert soll sie nach ihrem Austritt geäußert haben: „Schwesternschaft ist mächtig. Sie tötet. Oft andere Schwestern“ – ein Satz, der den frauenbewegten Slogan „Sisterhood is powerful“ (Schwesternschaft ist mächtig) bissig konterkarierte.

In den 1970er Jahren hielt Atkinson an verschiedenen Universitäten in den USA, Kanada, Frankreich und Deutschland öffentlich Reden und verfasste provokante Streitschriften über Feminismus, die sie international bekannt machten, wie "The Institution of Sexual Intercourse" (1968), "Radical Feminism and Love" (1969) sowie das Buch Amazon Odyssey (1974). In ihren Schriften entwickelte sie ein politisches Konzept des Feminismus, das die Verweigerung des Zusammenlebens mit Männern ins Zentrum der Befreiungspraxis rückte. In der internationalen Frauenbewegung wurde Ti-Grace bekannt durch den Slogan „Feminismus ist die Theorie, Lesbianismus die Praxis“. So diskutierte zum Beispiel das Westberliner Lesben-Frühlings-Treffen 1974 über die zentrale Leitfrage: „Ist Feminismus die Theorie und Lesbischsein die Praxis?“. Tatsächlich war Atkinsons berühmter Satz weit weniger dogmatisch, denn er lautete sinngemäß: „Feminismus ist eine Theorie, Lesbianismus eine Praxis“ – eine Differenzierung, die angesichts von Ti-Grace's sonstiger verbaler Radikalität übersehen wurde. 
„Ehe und Familie sind ebenso korrupte Institutionen wie die Sklaverei. Sie müssen ebenso abgeschafft werden wie die Sklaverei. Per definitionem unterdrücken sie und beuten zwangsläufig ihre Untertanen aus. Wären Frauen frei, frei, sich als Menschen zu entwickeln, frei, sich selbst zu erschaffen, frei, zu gehen, wohin sie wollen, frei, dort zu sein, wo sie wollen, frei, ihr Leben zu wählen, dann gäbe es keine Institutionen wie Ehe oder Familie. Hätten Sklaven diese Freiheiten gehabt, hätte es keine Sklaverei gegeben.“ (Ti-Grace Atkinson)
Atkinson stand in persönlichem Kontakt mit den damals weltweit bekannten Feministinnen wie der Black-Panther-Aktivistin Florynce Kennedy, Shulamith Firestone, Kate Millet, Andrea Dworkin, Phyllis Chesler, Anne Koedt und Ellen Willis sowie dem Warhol-Star Edie Sedgwick. Mehrfach reiste sie zu ihrer Mentorin und Freundin Simone de Beauvoir nach Paris, wo sie Anti-Vergewaltigungs- und Abtreibungsaktionen vorschlug und beriet, während sie sich finanziell mühsam über Wasser hielt. Aktinson beteiligte sich auch selbst an zahlreichen linken Protesten und Kampagnen in New York: gegen das Manhattan Marriage Bureau, Frauenzeitschriften, die Frauenklischees von Heim und Herd verbreiteten, sexistische Kleinanzeigen in der New York Times, aber auch Kampagnen gegen Richard Nixon. Gelegentlich sympathisierte sie zumindest verbal auch mit gewaltsameren Mittel des Aktivismus wie zum Beispiel mit den Weathermen, einer linksradikalen Gruppe, die sich bewaffnete und in den Untergrund ging.
Besonders wandte sie sich gegen die Familienpolitik der katholischen Kirche, denn sie betrachtete die Ehe als eine Form der geistigen und körperlichen Unterdrückung von Frauen. Bei einer Rede 1971 an der konservativen Catholic University of America, bei der sie unter anderem kritisch über die Sexualität der Jungfrau Maria gesprochen hatte, wurde sie deshalb von einer Katholikin körperlich attackiert. Die Angreiferin sagte zu ihrer Verteidigung, Atkinson habe „eine analphabetische Tirade gegen den mystischen Leib Christi“ gehalten.
In den 1970er Jahren war Atkinson an Sagaris, einer experimentellen feministischen Sommerschule in Lyndonville in Vermont beteiligt, verließ die Organisation jedoch zusammen mit anderen Lehrkräften, weil die Schule ein Stipendium des Ms. Magazine annahm, eine Frauenzeitschrift, die als bürgerlich und kommerzialisiert galt. Auch in den folgenden Jahrzehnte der Frauenbewegungen und besonders nach der Entstehung frauen- und gleichstellungspolitischer Institutionen hielt Atkinson ihre kompromisslose radikalfeministische Kritik aufrecht.

## Kritik am späteren Feminismus
Als nach der Jahrtausendwende die neue Begrifflichkeit von Gender und die akademischen Gender Studies das ursprüngliche Konzept der Schwesternschaft und der Frauenbewegung zu überlagern begannen, initiierte Atkinson 2013 zusammen mit anderen das Manifest Forbidden Discourse: The Silencing of Feminist Criticism of 'Gender, eine offene Erklärung von 48 radikalen Feministinnen aus sieben Ländern:
„Wir, die unterzeichnenden radikalen Feministinnen der 1960er Jahre und heutigen Aktivistinnen, sind seit einiger Zeit besorgt über das Aufkommen der 'Gender-Theorie' in der akademischen Welt und in den Mainstream-Medien, die es vermeidet, Männer und das System der männlichen Vorherrschaft als die Nutznießer der Unterdrückung von Frauen zu benennen.”
Atkinson vertrat die Ansicht, Frauen seien eine politische Klasse, und wandte sich daher im Jahr 2014 ebenso entschieden gegen die Verbreitung postmodernistischer Positionen in den Frauenbewegungen: 
„1975 warnte mich Simone de Beauvoir in Paris: ‚Hüte dich vor den antifeministischen Differenzialisten‘. In den späten 1980er Jahren verstand ich endlich, was Beauvoir damit gemeint hatte. Die Postmoderne ist eine zutiefst reaktionäre politische Theorie. Die Postmoderne gibt vor, sich auf Worte zu konzentrieren, auf Worte ÜBER Worte (was sie ‚Diskurs‘ nennt). Die Postmoderne gibt vor, den Diskurs zu analysieren durch etwas, das ‚Dekonstruktion‘ genannt wird, doch stattdessen werden Wörter benutzt, um zu mystifizieren und zu verwirren und letztlich den sinnvollen Fortschritt zu verhindern – vor allem, was das Denken über die Welt angeht. Wörter sind keine Fakten. Es sind Fakten, die den Frauen die Menschlichkeit absprechen. Es sind Fakten, die wir ändern müssen.“
In ihren späteren Jahren lebte Atkinson von kleineren Forschungsstipendien und vom Verkauf ihres Archivs an Bibliotheken. Trotz ihrer chronisch prekären Lebensweise gab sie ihren politischen Aktivismus nie auf. 2006 trat sie erneut mit politischen Engagement in Erscheinung, als sie sich gegen die Gentrifizierung ihres Stadtteils in Cambridge, Massachusetts, engagierte. Vor allem ältere mittellose Frauen seien von Wohnungsproblemen betroffen und das Problem der häuslichen Gewalt oft eine Folge überhöhter Mieten, was die Unabhängigkeit von Frauen behindere: 
„Frauen, die misshandelt werden, bleiben oft nicht, weil sie es wollen, sondern weil sie sich keine andere Wohnung leisten können.“
Ti-Grace lebt heute zurückgezogen in Cambridge. Größere Teile ihres umfangreichen Archiv lagern in der Schlesinger Library an der Harvard University sowie in der Dobkin Family Collection of Feminism in New York.

### Schriften von Ti-Grace Atkinson
- Amazon Odyssey (1974); Deutsch: Amazonen-Odyssee. Übers. aus d. Amerikanischen von Gesine Strempel, Verlag Frauenoffensive, München 1978, ISBN 978-3-88104-039-6.
- The Institution of Sexual Intercourse (1968 in: The Feminists)[46]
- Vaginal orgasm as a mass hysterical survival response (1968 in: The Feminists)[25]
- Radical Feminism (1969 in: The Feminists)[47]
- Radical Feminism and Love (1969 in: The Feminists)
- The Descent from Radical Feminism to Postmodernism. Presentation on the panel “How to Defang a Movement: Replacing the Political with the Personal” at the conference: A Revolutionary Moment: Women’s Liberation in the Late 1960s and the Early 1970s, organized by the Women’s, Gender, & Sexuality Studies Program at Boston University, March 27-29, 2014.[42]

### Sekundärliteratur
- Fahs, Breanne: Firebrand feminism: the radical lives of Ti-Grace Atkinson, Kathie Sarachild, Roxanne Dunbar-Ortiz, and Dana Densmore. Seattle, University of Washington 2018, ISBN 978-0-295-74315-8.
- Fahs, Breanne: Ti-Grace Atkinson and the Legacy of Radical Feminism. In: Feminist Studies, Vol. 37, No. 3, 2011, S. 561–90. JSTOR, http://www.jstor.org/stable/23069922. Accessed 7 Feb. 2024.
- David De Leon: Leaders from the 1960s: A Biographical Sourcebook of American Activism. Greenwood Press, 1994, ISBN 0-313-27414-2.
- Robin Ruth Linden: Against Sadomasochism: A Radical Feminist Analysis. Frog in the Well, 1982, ISBN 0-9603628-3-5, Why I'm against S/M liberation, S. 90–92.
- Jessica JoyCameron: Reconsidering Radical Feminism: Affect and the Politics of Heterosexuality. Vancouver, University of British Columbia Press, 2018. Published online by Cambridge University Press, 25. Jan. 2022, ISBN 978-0-7748-3729-3.